# Liste der Internationalen Meister (Verleihung 1975)

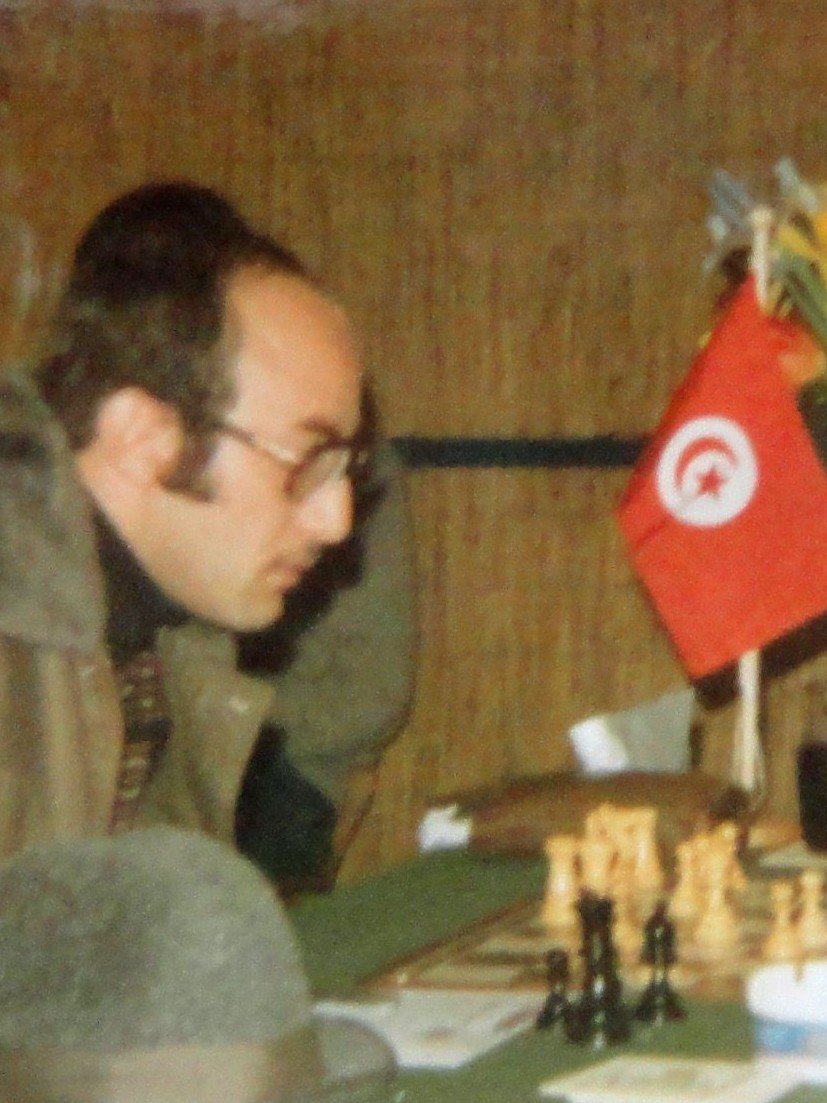
Slim Bouaziz wurde 1993 der erste afrikanische Großmeister.

Die Liste der Internationalen Meister des Jahres 1975 führt alle Schachspieler auf, die im Jahr 1975 vom Weltschachbund FIDE den Titel Internationaler Meister erhalten haben.
Im Dezember 2024 sind noch 30 der damals 55 geehrten Spieler am Leben. 17 der 52 Spieler erreichten später den Großmeistertitel.

## Legende
Die Tabelle enthält folgende Angaben:
- Name: Nennt den Namen des Spielers.
- Land: Nennt das Land, für das der Spieler 1975 spielberechtigt war.
- Lebensdaten: Nennt das Geburtsjahr und gegebenenfalls das Sterbejahr des Spielers.
- GM: Gibt für Spieler, die später zum Großmeister ernannt wurden, das Jahr der Verleihung an.
- weitere Verbände: Gibt für Spieler, die früher oder später für mindestens einen anderen Verband spielberechtigt waren, diese Verbände mit den Zeiträumen der Spielberechtigung (sofern bekannt) an. Wechsel zu einem Nachfolgestaat sind berücksichtigt, sofern der Spieler zu diesem Zeitpunkt noch schachlich aktiv war.

## Liste
| Name                           | Land               | Lebensdaten         | GM   | weitere Verbände                                        |
| ------------------------------ | ------------------ | ------------------- | ---- | ------------------------------------------------------- |
| Juri Anikajew                  | Sowjetunion        | 1948                |      | Russland (seit 1992)                                    |
| Goran Antunac                  | Jugoslawien        | 1945                |      | Kroatien (seit 1992)                                    |
| Rosendo Balinas                | Philippinen        | 1941–1998           | 1976 |                                                         |
| Hans Böhm                      | Niederlande        | 1950                |      |                                                         |
| Slim Bouaziz                   | Tunesien           | 1950                | 1993 |                                                         |
| Julio Leonardo Boudy Bueno     | Kuba               | 1951                |      | FIDE                                                    |
| Mario Campos López             | Mexiko             | 1943                |      |                                                         |
| Óscar Humberto Castro Rojas    | Kolumbien          | 1953–2015           |      |                                                         |
| Carlos Cuartas                 | Kolumbien          | 1940–2011           |      |                                                         |
| Joaquín Carlos Díaz Díaz       | Kuba               | 1948–2015           |      |                                                         |
| Joaquim Durão                  | Portugal           | 1930–2015           |      |                                                         |
| Mark Dworezki                  | Sowjetunion        | 1947–2016           |      | Russland (seit 1992)                                    |
| Jakow Estrin                   | Sowjetunion        | 1923–1987           |      |                                                         |
| Ciro Ángel Fernández Bravo     | Kuba               | 1947–2024           |      |                                                         |
| Juan Carlos Fernández González | Kuba               | 1951                |      |                                                         |
| Andrzej Filipowicz             | Polen              | 1938                |      |                                                         |
| Kenneth Frey Beckman           | Mexiko             | 1950                |      |                                                         |
| Tamas Giorgadse                | Sowjetunion        | 1947                | 1977 | Georgien (seit 1992)                                    |
| John Grefe                     | Vereinigte Staaten | 1947–2013           |      |                                                         |
| Miltiadis Grigoriou            | Griechenland       | 1935                |      |                                                         |
| Boris Gulko                    | Sowjetunion        | 1947                | 1976 | Israel (1986), Vereinigte Staaten (seit 1987)           |
| Khosro Harandi                 | Iran               | 1950–2019           |      | England                                                 |
| Román Hernández Onna           | Kuba               | 1949–2021           | 1978 |                                                         |
| Robert Jamieson                | Australien         | 1952                |      |                                                         |
| Avraham Kaldor                 | Israel             | 1947                |      |                                                         |
| Bachar Kouatly                 | Libanon            | 1958                | 1989 | Frankreich (seit 1984)                                  |
| William Edward Martz           | Vereinigte Staaten | 1945–1983           |      |                                                         |
| Michail Muchin                 | Sowjetunion        | 1948–1977           |      |                                                         |
| Risto Nicevski                 | Jugoslawien        | 1945–1996           |      | Mazedonien (ab 1994)                                    |
| Juraj Nikolac                  | Jugoslawien        | 1932                | 1979 | Kroatien (seit 1992)                                    |
| John Nunn                      | England            | 1955                | 1978 |                                                         |
| İlhan Onat                     | Türkei             | 1929–2013           |      |                                                         |
| Axel Ornstein                  | Schweden           | 1952                |      |                                                         |
| Charles Partos                 | Rumänien           | 1936–2015           |      | Schweiz (ab 1979)                                       |
| Ferenc Portisch                | Ungarn             | 1939                |      |                                                         |
| Krzysztof Pytel                | Polen              | 1945–2019           |      | Frankreich (seit 1981)                                  |
| Vladimir Raičević              | Jugoslawien        | 1949                | 1976 | Serbien und Montenegro (2003–2006), Serbien (seit 2006) |
| Amador Rodríguez Céspedes      | Kuba               | 1956                | 1977 | Spanien (seit 2002)                                     |
| Mehrshad Sharif                | Iran               | 1952                |      | Frankreich (seit 1985)                                  |
| Fernando Silva                 | Portugal           | 1950                |      |                                                         |
| Kevin Spraggett                | Kanada             | 1954                | 1985 |                                                         |
| Michael Stean                  | England            | 1953                | 1977 |                                                         |
| Mihai Șubă                     | Rumänien           | 1947                | 1978 | England (1989–1992), Spanien (seit 2017)                |
| Nevzat Süer                    | Türkei             | 1925 oder 1926–1987 |      |                                                         |
| Jewgeni Sweschnikow            | Sowjetunion        | 1950–2021           | 1977 | Russland (1992–2002, ab 2015), Lettland (2002–2015)     |
| Waleri Tschechow               | Sowjetunion        | 1955                | 1984 | Russland (seit 1992)                                    |
| László Vadász                  | Ungarn             | 1948–2005           | 1976 |                                                         |
| Volodia Vaisman                | Rumänien           | 1937–2023           |      | Frankreich (ab 1986)                                    |
| Denis Verduga Zavala           | Ecuador            | 1953–2014           |      | Mexiko (ab 1983)                                        |
| Norman Weinstein               | Vereinigte Staaten | 1950                |      |                                                         |
| Petar Welikow                  | Bulgarien          | 1951                | 1982 |                                                         |
| Arne Zwaig                     | Norwegen           | 1947–2022           |      |                                                         |